# Кропивнянська сільська рада (Коростишівський район)
Кропивнянська сільська рада — колишня адміністративно-територіальна одиниця та орган місцевого самоврядування у Коростишівському районі Волинської округи, Київської й Житомирської областей Української РСР та України з адміністративним центром у с. Кропивня.

## Населені пункти
Сільській раді були підпорядковані населені пункти:
- с. Кропивня
- с. Видумка
- с. Голубівка
- с. Єлизаветівка

## Населення
Відповідно до результатів перепису населення СРСР, кількість населення ради, станом на 12 січня 1989 року, становила 736 осіб.
Станом на 5 грудня 2001 року, відповідно до перепису населення України, кількість мешканців сільської ради становила 720 осіб.

## Склад ради
Рада складалась з 14 депутатів та голови.

### Керівний склад сільської ради
| ПІБ                              | Основні відомості                                                         | Дата обрання | Дата звільнення |
| -------------------------------- | ------------------------------------------------------------------------- | ------------ | --------------- |
| Радзієвський Борис Олександрович | Сільський голова, 1963 року народження, освіта, безпартійний              | 26.03.2006   | 31.10.2010      |
| Радзієвський Борис Олександрович | Сільський голова, 1964 року народження, освіта вища, член народної партії | 31.10.2010   |                 |

Примітка: таблиця складена за даними джерела

## Історія
Створена 1923 року в с. Кропивня Водотийської волості Радомисльського повіту Київської губернії. 16 січня 1923 року приєднана до Продубіївської сільської ради Водотиївської волості. Відновлена 28 вересня 1925 року в складі Коростишівського району Волинської округи.
Станом на 1 вересня 1946 року сільська рада входила до складу Коростишівського району Житомирської області, на обліку в раді перебувало с. Кропивня.
11 серпня 1954 року, відповідно до указу Президії Верховної ради Української РСР «Про укрупнення сільських рад по Житомирській області», до складу ради приєднано села Голубівка ліквідованої Голубівської сільської ради та Єлизаветівка і Осиковий Копець ліквідованої Осиково-Копецької сільської ради Коростишівського району. 2 вересня 1954 року, відповідно до рішення Житомирського облвиконкому № 1087 «Про перечислення населених пунктів в межах районів Житомирської області», до складу ради включено с. Видумка Щигліївської сільської ради, с. Осиковий Копець передане до складу Шахворостівської сільської ради Коростишівського району.
На 1 січня 1972 року сільська рада входила до складу Коростишівського району Житомирської області, на обліку в раді перебували села Видумка, Голубівка, Єлизаветівка та Кропивня.
Припинила існування 5 січня 2017 року в зв'язку з об'єднанням до складу Коростишівської міської територіальної громади Коростишівського району Житомирської області.